# オルデサ・イ・モンテ・ペルディード国立公園
オルデサ・イ・モンテ・ペルディード国立公園（スペイン語: Parque Nacional de Ordesa y Monte Perdido）は、スペインの国立公園。アラゴン州ウエスカ県に位置し、特にピレネー山脈が含まれている。IUCNカテゴリーはII。

## 地理
ピレネー山脈の中にあるオルデサ渓谷は第四紀の一連の氷河の作用で形成された、アラ川上流部の支流のアラサス川の渓谷である。渓谷内には多数の滝があり、ペルディド山をはじめとする標高が高い場所にはU字谷、圏谷、氷河湖がある。南部と東部の石灰岩の山肌にはカルスト地形と洞窟があり、エスクアイン峡谷には深いシンクホールもある。

## 歴史
ルシアーノ・ブリエト、スレール・イ・サンタロー、ルーカス・マリャーダなどがこの地域の名声の促進と保護地域の指定に貢献した。1918年8月16日、スペイン政府によってオルデサ渓谷国立公園として国立公園が設置された。アストゥリアス地方のピコス・デ・エウロパを中心とするピコス・デ・エウロパ国立公園とともに、本公園はスペインで最初に設置された2か所の国立公園の片方である。
1977年にはユネスコによって周辺のヴィニャマール狩猟保護区と共に「オルデサ＝ヴィニャマール生物圏保護区」に指定された。1982年7月13日には対象地域が156.08km2に拡大され、オルデサ・イ・モンテ・ペルディード国立公園に改称された。1997年にはスペインとフランスにまたがる「ピレネー山脈のモン・ペルデュ」が世界遺産に登録された。公園の領域にはトルラ＝オルデサ、ブロート、ファンロ、テリャ＝シン、プエルトラス、ビエルサの各自治体が含まれている。

## 動植物相
気候は標高により大きく変化し、低地は大陸性の地中海性気候に対し、高地は北方の高山気候である。そのため、動植物相も標高によって大きく変わる。

### 植物相
標高1,500-1,700mには大規模なブナ類（ヨーロッパブナ）、ヨーロッパモミ、マツ（ヨーロッパアカマツ、ヨーロッパクロマツ）、オーク（ピレネーオーク）の森林が存在し、やや少ないがカバ（シラカンバ）、ヨーロッパイチイ、ヤマナラシ、トネリコ（セイヨウトネリコ）、ヤナギ（Salix angustifolia）の森林も存在する。標高2,000mを超える場所はモンタナマツが卓越している。1,800mまでの場所にはセイヨウツゲが見られる。1,700m-3,000mの高地にある高原には、Borderea pyrenaica、Campanula cochleariifolia、Ramonda myconi、Silene borderei、Androsace cylindrica、Pinguicula longifolia、Petrocoptis crassifoliaなど、多数の固有種が生育している。セイヨウウスユキソウはこの国立公園の象徴的存在である。

### 動物相
この国立公園でもっとも重要な種はピレネーアイベックスだったが、懸命な保護活動もむなしく2000年1月に最後の個体が死亡した（絶滅）。ピレネーシャモアはヤギのピレネー固有種である。アルプスマーモット、イノシシ、ピレネーデスマン、イヌワシ、ヒゲワシ、シロエリハゲワシ、タカ類、ワシミミズク、ユキシャコ、ヨーロッパオオライチョウ、クマゲラなどの動物が生息している。

## ギャラリー

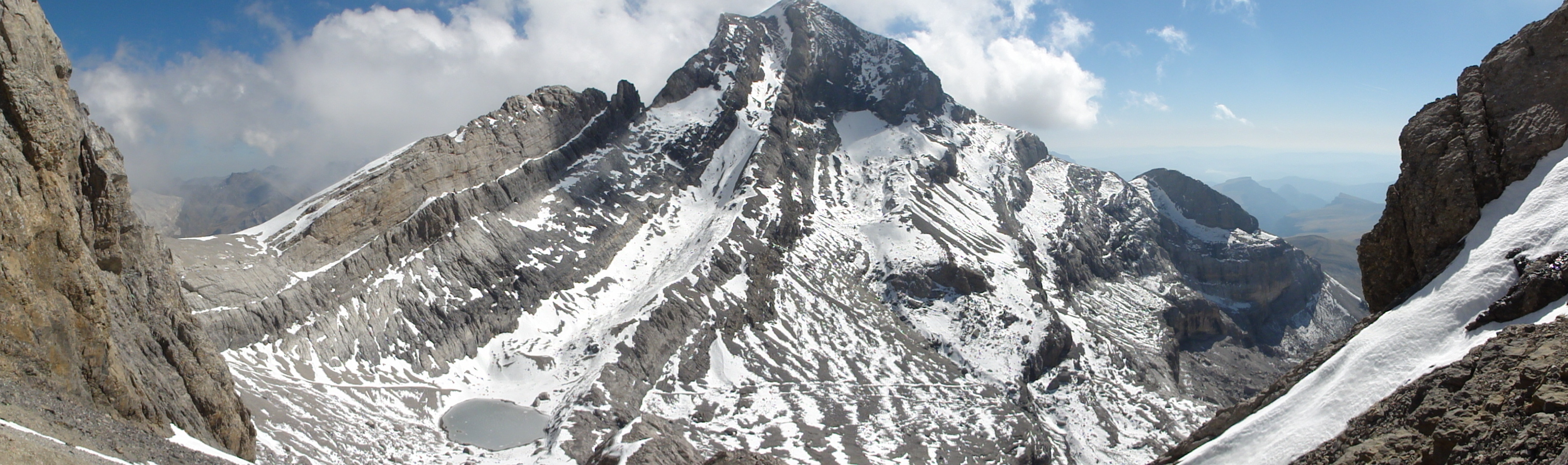
シリンドロ峰から見たモン・ペルデュ
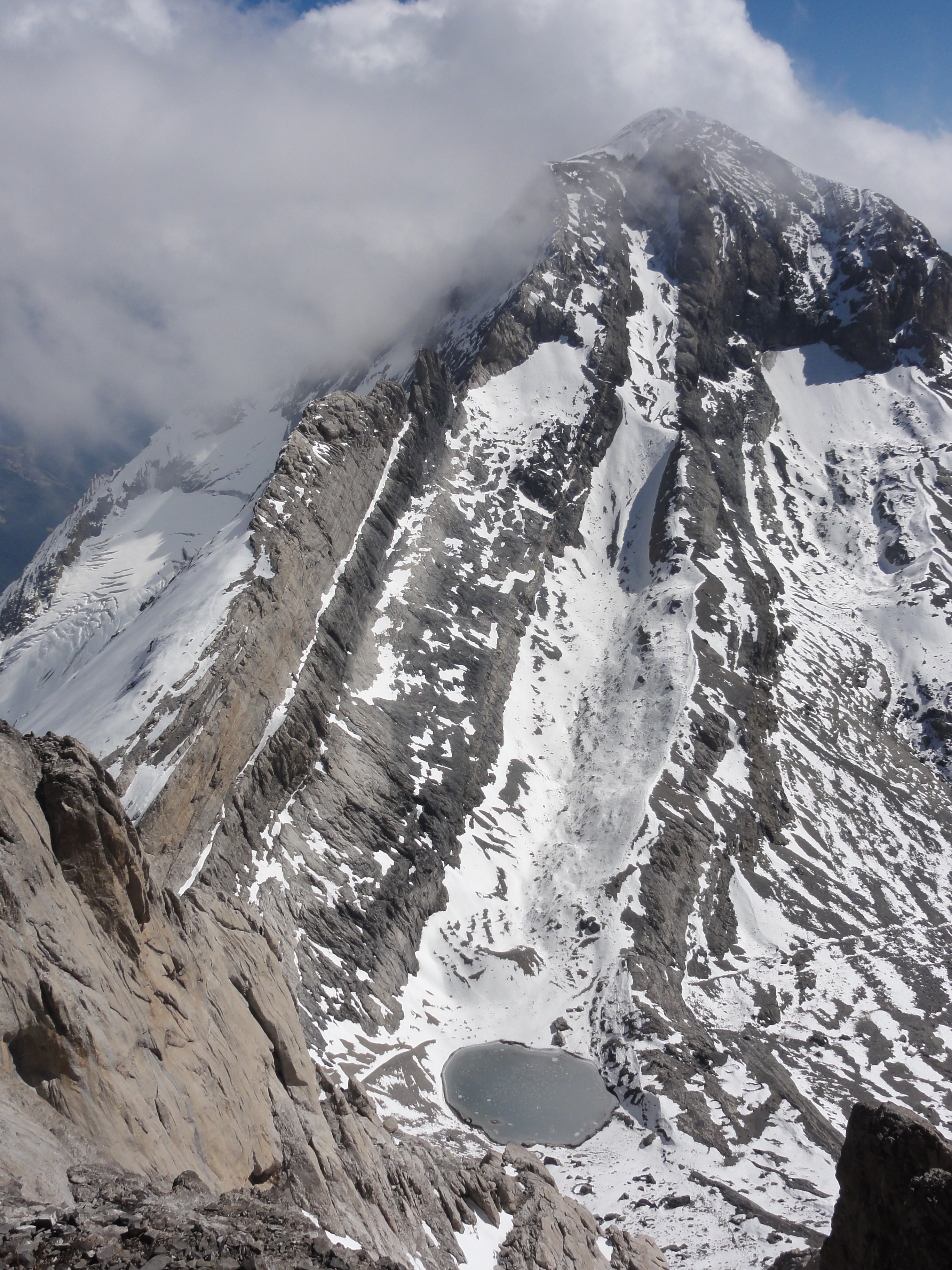
シリンドロ峰から見たモン・ペルデュ
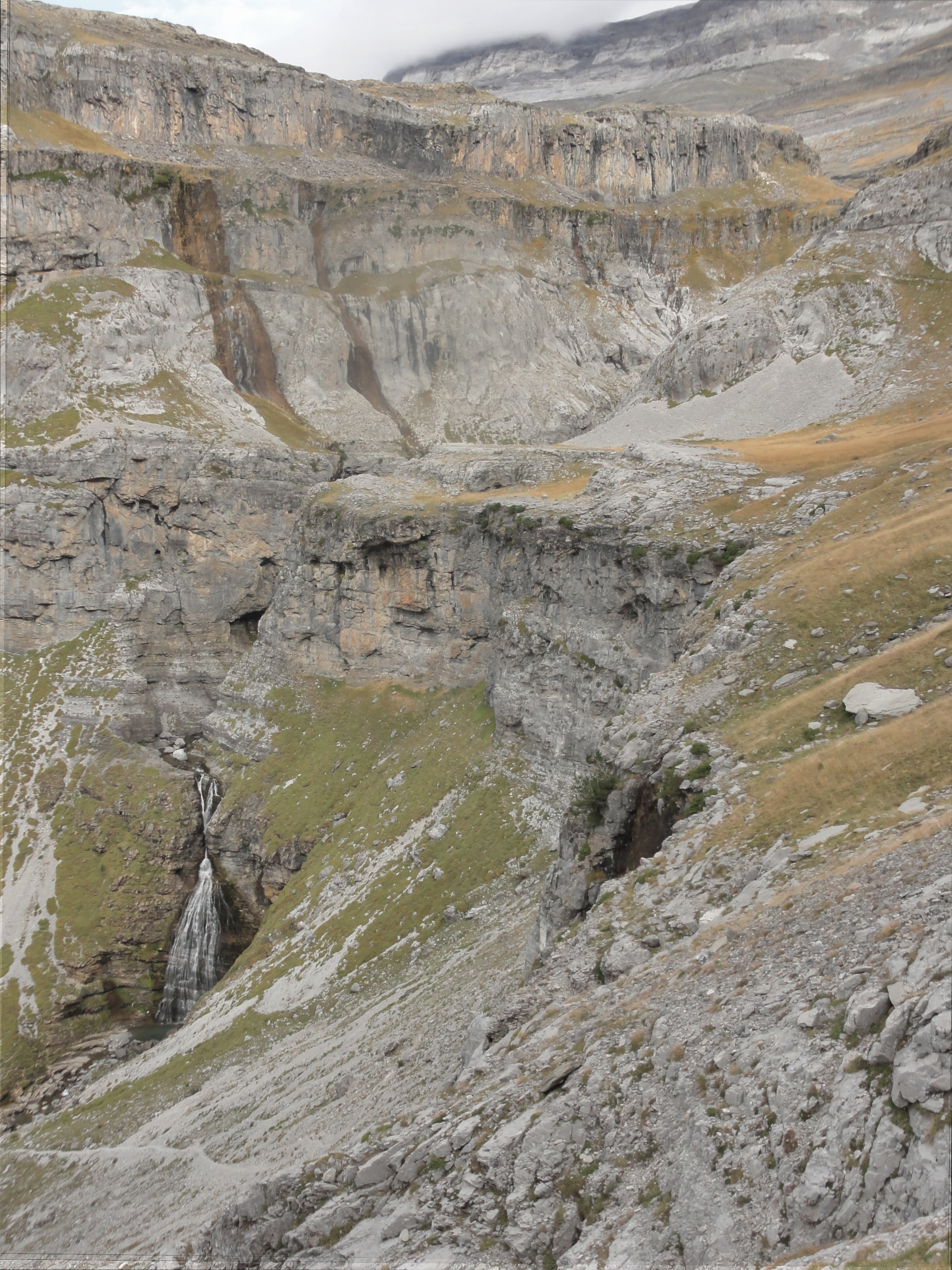
オルデサの滝
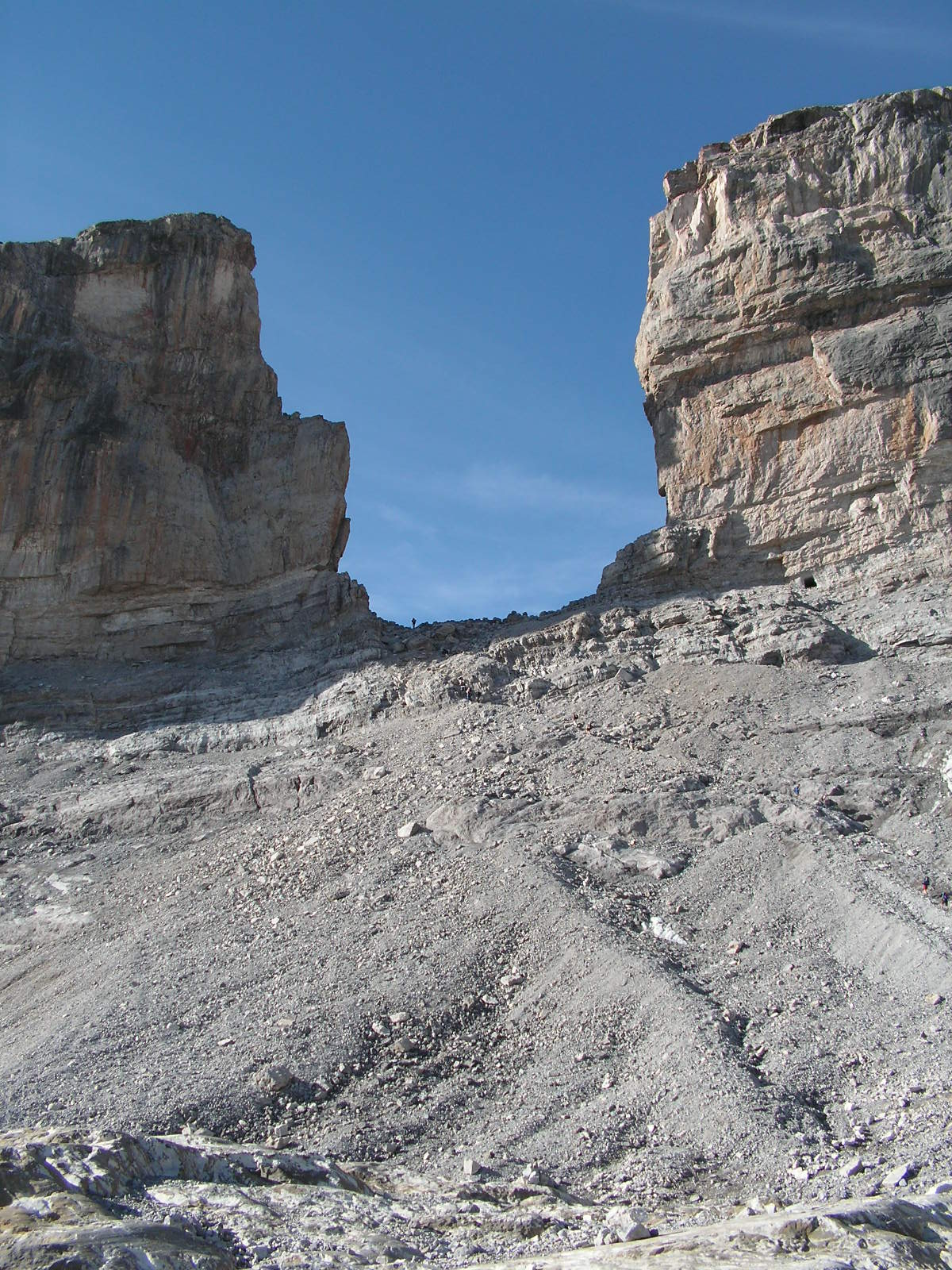
ロランドの裂け目の北斜面
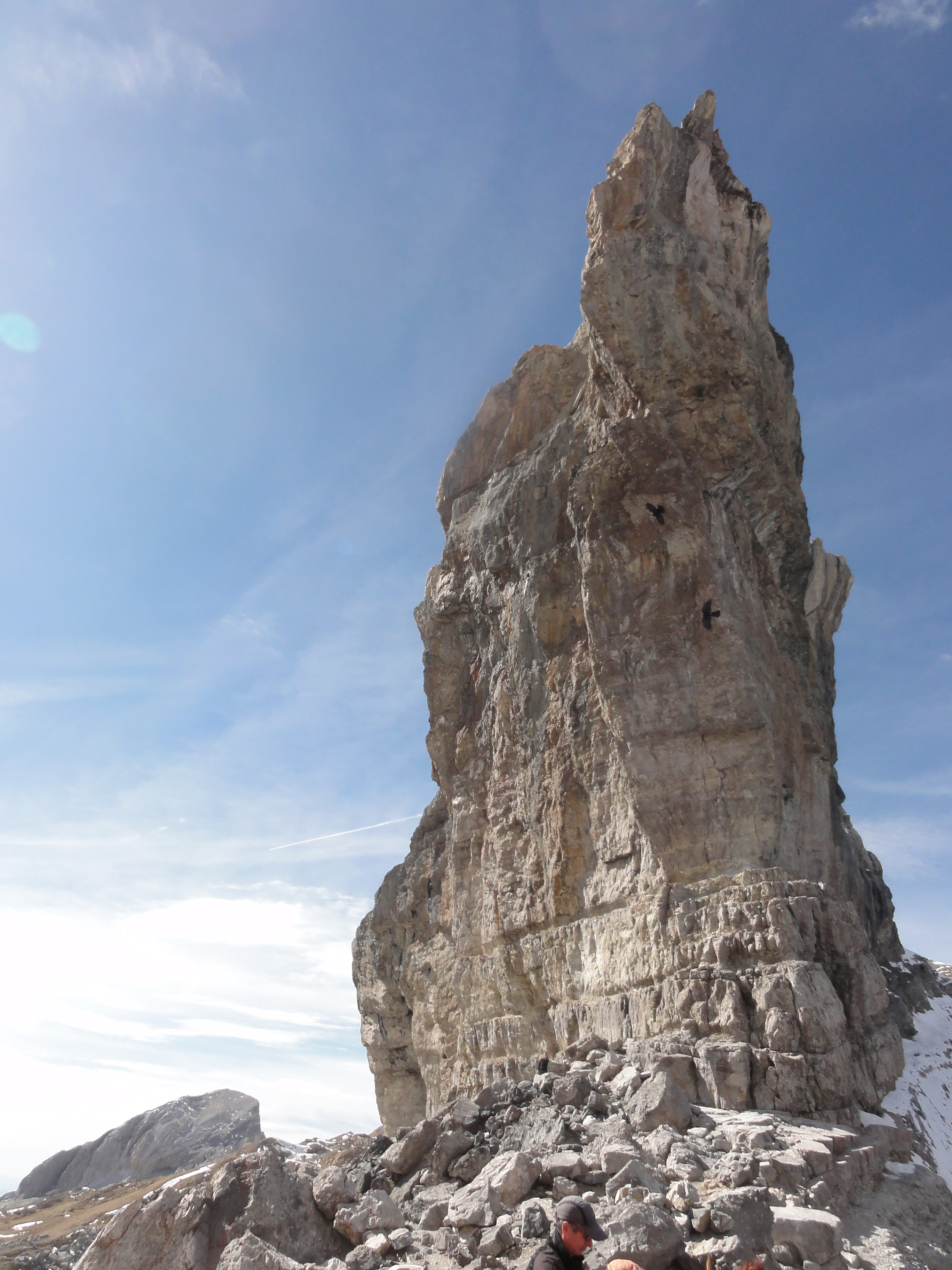
ブレチャ・デ・ロランド
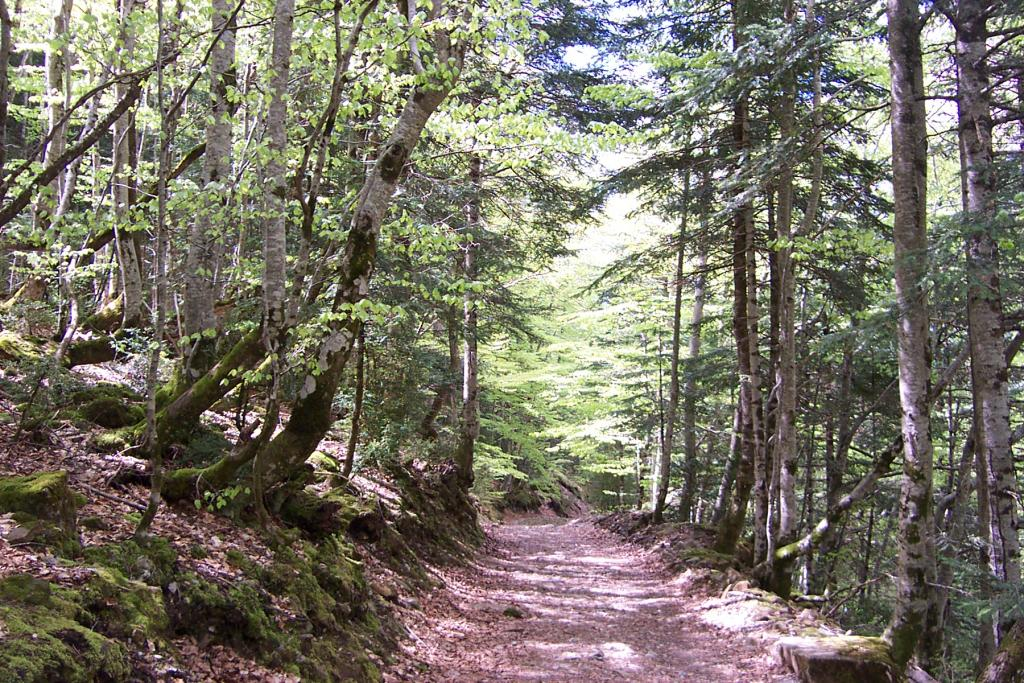
国立公園内の遊歩道
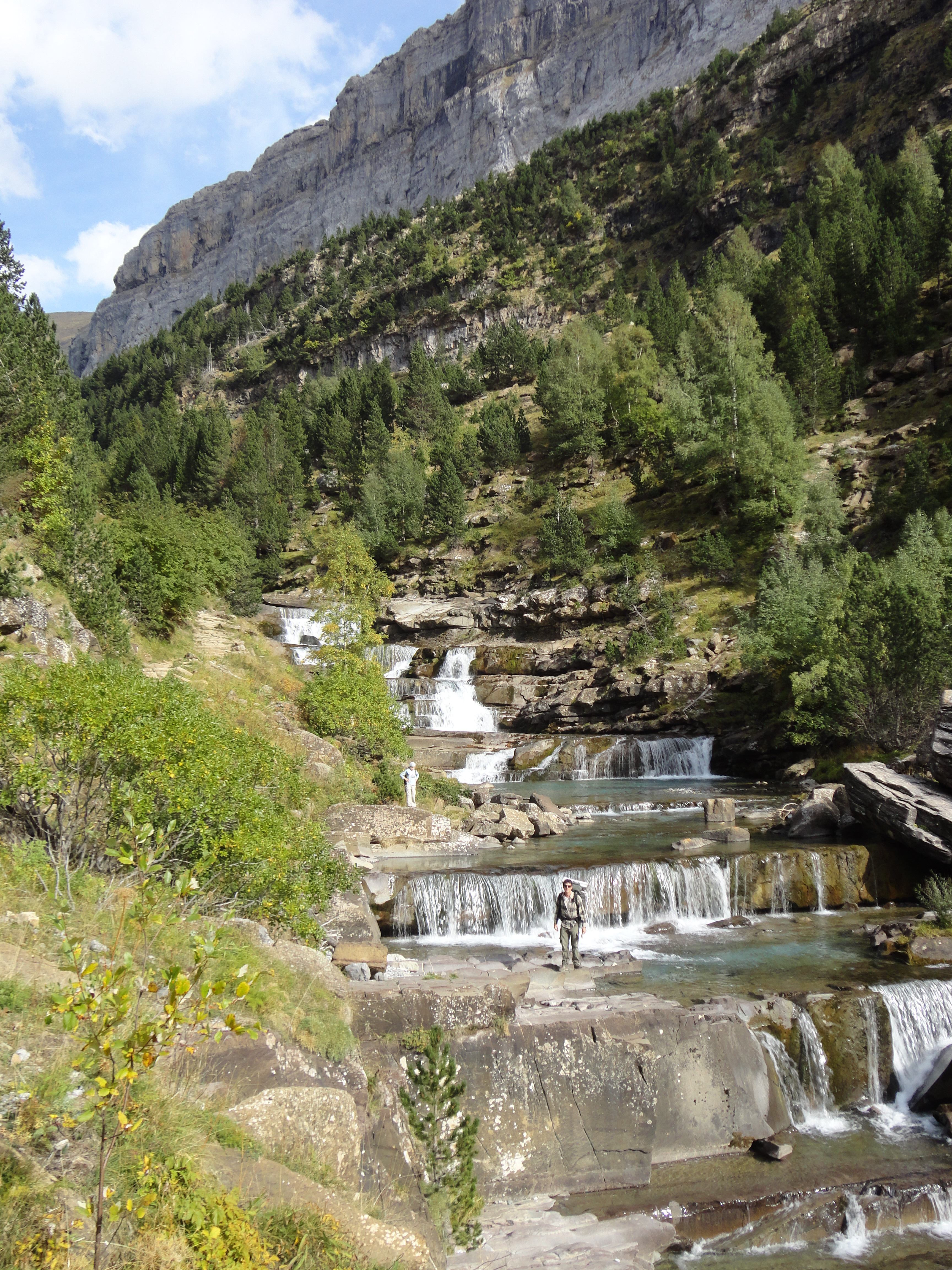
アラサス川付近の植生
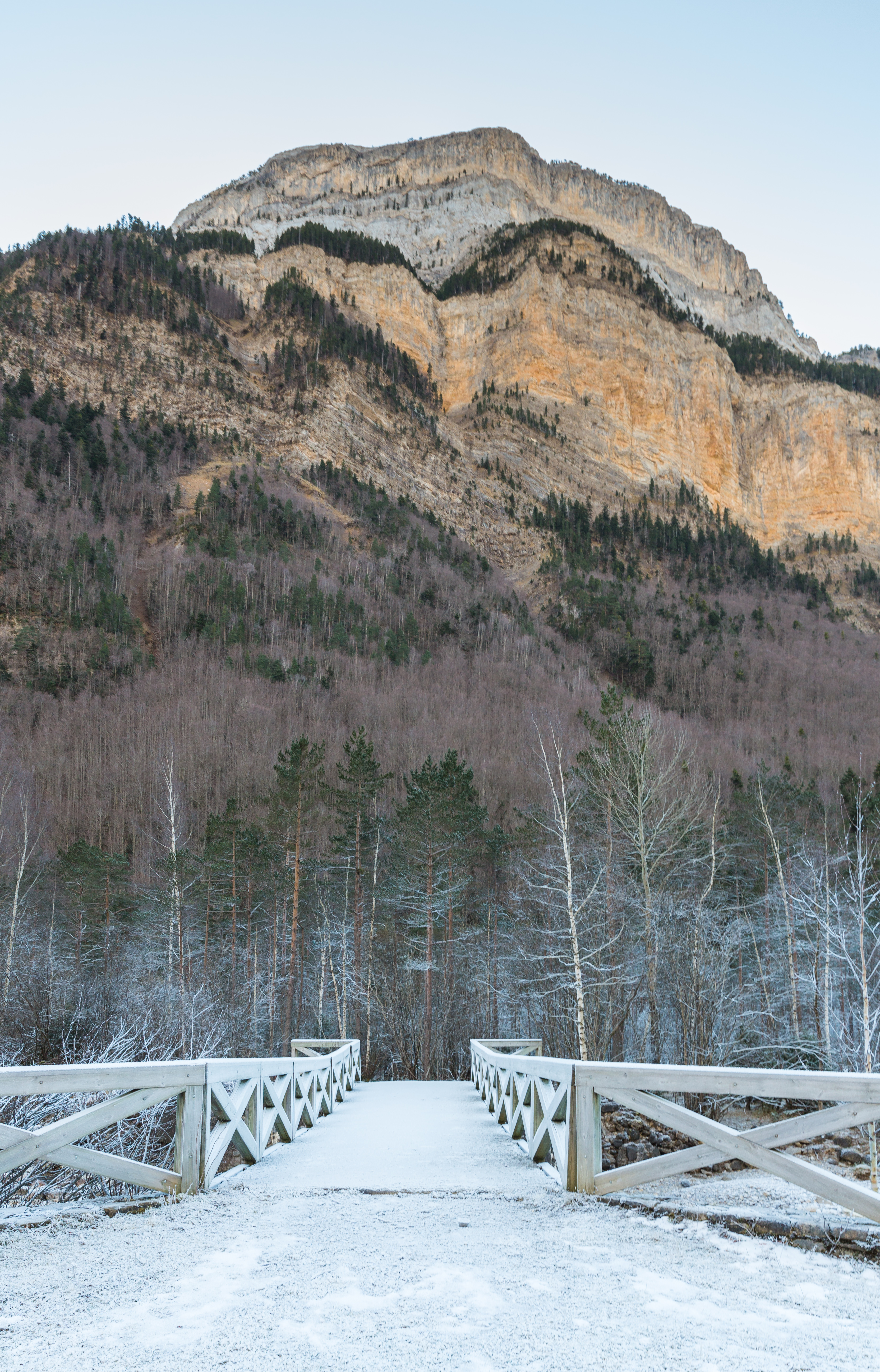
アラサス川に架かる橋
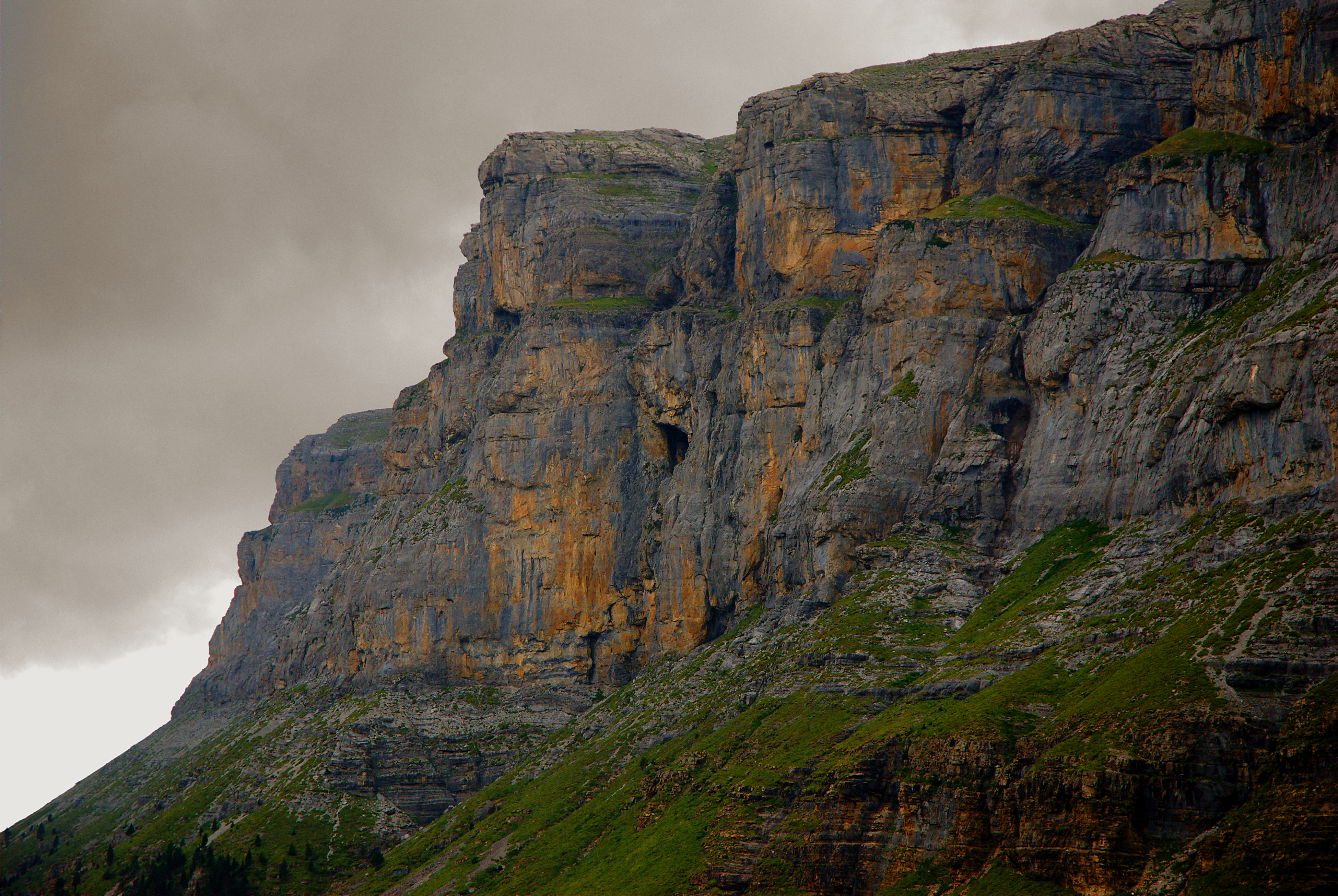
ソアソ圏谷の北西斜面
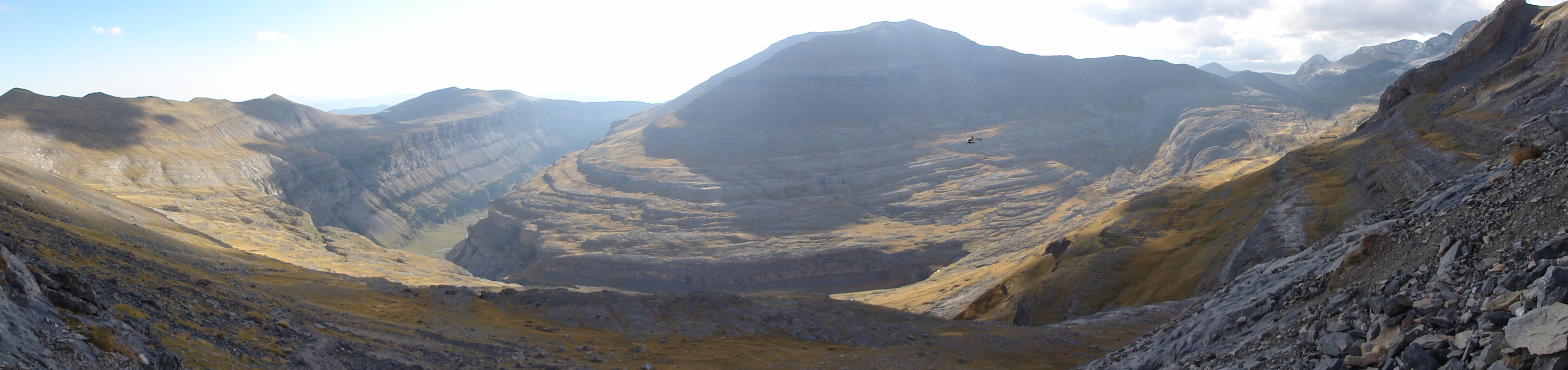
アラサス川が形成した峡谷